# Tone Mygind Rostbøll
 Der er for få eller ingen kildehenvisninger i denne artikel, hvilket er et problem. Du kan hjælpe ved at angive troværdige kilder til de påstande, som fremføres i artiklen.

Tone Mygind Rostbøll (født 15. november 1982 i Gentofte) er en dansk skuespillerinde, manuskriptforfatter og afdelingsleder på Filmlinjen.
Tone er uddannet journalist fra RUC og som manuskriptforfatter fra Den Danske Filmskole 2007-2009.